# Cirriphyllum flotowianum
Cirriphyllum flotowianum là một loài rêu trong họ Brachytheciaceae. Loài này được Sendtn. Ochyra mô tả khoa học đầu tiên năm 1990.